# Герман (Осецкий)
Епископ Герман (в миру Александр Косьмич Осецкий; 19 февраля 1828, Любимский уезд, Ярославская губерния — 18 [30] декабря 1895, Александро-Невская лавра) — епископ Русской православной церкви, епископ Кавказский и Екатеринодарский. Духовный писатель.

## Биография
Родился 19 февраля 1828 года в селе Богородское (в 3 верстах от Пореево, не сохранилось; ныне — территория Любимского района Ярославской области) в семье священника Ярославской епархии. В 1847 году окончил Ярославскую духовную семинарию.
10 (22) сентября 1849 года пострижен в монашество.
В 1851 году окончил Санкт-Петербургскую духовную академию со степенью кандидата богословия. С 1852 года — магистр за сочинение: «Преподобный Иоанн Лествичник и его Лествица».
24 июля 1851 года по окончании академии рукоположён во иеромонаха и назначен профессором и помощником ректора по богословским наукам в Санкт-Петербургскую духовную семинарию.
28 октября 1853 года перемещён на должность инспектора Новгородской семинарии.
21 ноября 1857 года возведён в сан архимандрита и назначен ректором Кавказской духовной семинарии.
С 22 августа 1859 года — ректор Самарской духовной семинарии.
С 7 августа 1863 года — наместник Александро-Невской Лавры.
С 3 марта 1866 года — настоятель Юрьева Новгородского монастыря.
8 января 1867 года — рукоположён во епископа Сумского, викария Харьковской епархии.
С 24 июня 1872 года — епископ Кавказский и Екатеринодарский.
За время своего управления Кавказской епархией, он много полезного сделал для духовенства, учебных заведений, бедных учителей и учительниц и для миссионеров.
16 февраля 1886 года уволен на покой с назначением быть председателем училищного совета и настоятелем Донского Московского монастыря.
С 1893 года — почётный член Санкт-Петербургской духовной академии.
13 июня 1894 года награждён бриллиантовым крестом для ношения на клобуке.
Скончался 18 декабря 1895 года и погребён в Александро-Невской Лавре.
В 1932—1933 году при ликвидации Исидоровской церкви Александро-Невской Лавры были перенесены на Никольское кладбище три гроба с останками трёх архиереев (Германа Осецкого, Гермогена Добронравина и неизвестного) и захоронены у стены кладбища. Останки первых архиереев, по рассказам верующих, оказались нетленными.

## Сочинения
- «Преп. Иоанн Лествичник и его Лествица постепенного нравственного усовершенствования». Магистерская диссертация, СПб, 1854, с. 177.
- «Познание истины». «Дух. беседа», 1863.
- «Св. Апостол Иуда и его собственное послание». «Дух. беседа», 1863.
- «Житейские заботы». «Дух. беседа», 1863.
- «Преп. Харитина, княжна Лиговская». «Дух. беседа», 1866.
- «Св. Феоктист, архиепископ Новгородский». «Дух. беседа», 1866.
- Письмо Михаилу Николаевичу. «Киев. ЕВ», 1877, № 8.
- Приветствие, сказанное митр. Исидору в день его юбилея в 1875 г. «Христ. Чтен.» 1875, июль-декабрь, с. 511—512.